# Castello della Magione
Il castello della Magione di Poggibonsi, conosciuto anche con le denominazioni di "magione di San Giovanni al Ponte" o ancora "spedale di san Giovanni in Jerusalem alla Magione", è un complesso monumentale medievale appartenuto ai Cavalieri templari e conservatosi fino ai nostri giorni. Il castello è sede magistrale dell'associazione di fedeli Milizia del Tempio - Ordine dei poveri Cavalieri di Cristo e si trova lungo l'antica via Francigena, nell'omonima località Castello della Magione.

## Storia
Il castello della Magione sorge sulla riva destra del torrente Staggia, in corrispondenza dell'antico ponte di Bonizio, a circa 3 km dal centro di Poggibonsi. Esso è costituito da un'antica chiesa e da uno "spedale" per i pellegrini in transito sulla via Francigena.
Il complesso è datato intorno agli inizi del XII secolo ed appartenne inizialmente ai cavalieri templari. Quando nel 1312 l'ordine fu soppresso, passò agli Ospitalieri di San Giovanni di Gerusalemme che lo detennero fino al 1734, allorché il papa Clemente XII lo concesse in enfiteusi al piccolo Lorenzo Corsini, figlio del suo bisnipote. Successivamente lo spedale fu dato in usufrutto a diversi proprietari, tra cui i principi Corsini.
Con la soppressione dell'ordine di Malta (1799), i beni che erano appartenuti al complesso furono incamerati dal demanio (1817). Nel 1866 i Corsini vendettero la chiesa e gli altri edifici, mantenendone però l'usufrutto.
Negli anni successivi il complesso perse di importanza e fu ridotto a podere, subendo anche continui e considerevoli danni alle strutture, a causa delle frequenti inondazioni del vicino torrente Staggia. La chiesa fu sconsacrata nel 1822.
Nel 1942 e nel 1969 furono fatti alcuni tentativi di recupero. Nel 1979 l'intero complesso fu acquistato da Marcello Alberto Cristofani, che lo donò, come dotazione patrimoniale e sede magistrale alla Milizia del tempio - Ordine dei poveri cavalieri di Cristo, da lui fondato, e vi fece condurre i lavori di restauro.

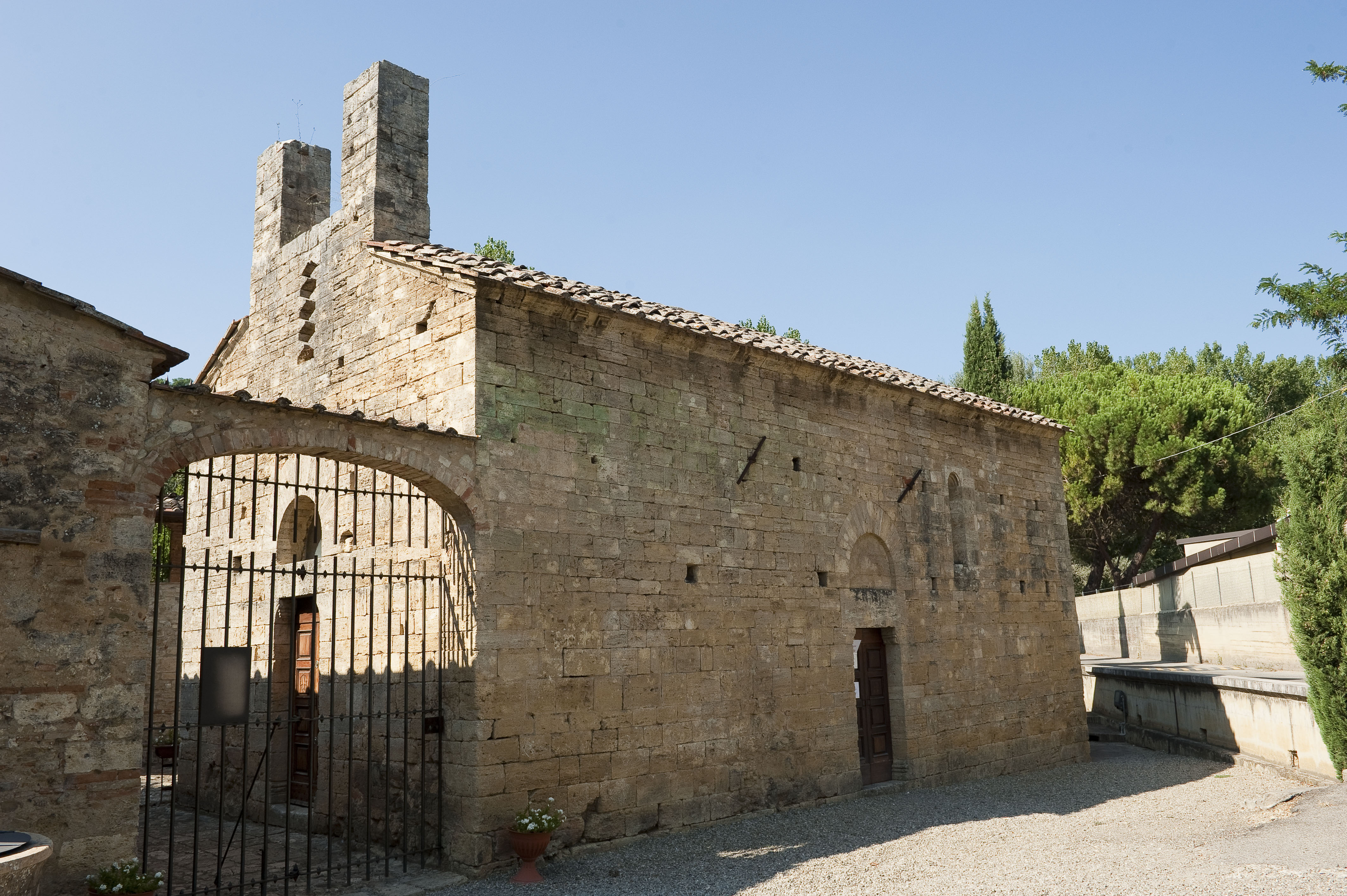
Esterno della chiesa e arco d'entrata

Dopo i restauri, la chiesa è stata benedetta dall'arcivescovo di Siena, Mario Jsmaele Castellano, il 16 ottobre 1982 e riconsacrata al culto il 19 settembre 1987 dal vescovo ausiliare Fernando Charrier.

## Descrizione
L'intero complesso, che fa parte dell'Associazione dimore storiche italiane, conserva quasi del tutto inalterati i segni della sua origine romanica. Dall'esterno si possono osservare alcune parti delle fortificazioni e delle mura difensive che collegano tra loro le strutture edilizie a formare un unico insieme a pianta trapezoidale, che costeggia sul lato ovest il torrente Staggia.
Sul cortile si affacciano le sale dell'antico pellegrinaio, i locali del convento dei cavalieri-monaci, la piccola foresteria, tuttora utilizzata, la scalinata per l'accesso ai piani superiori dell'edificio.
Nel complesso fortificato è inserita la chiesa in stile romanico, intitolata a "San Giovanni in Jerusalem", che presenta una facciata a capanna. L'interno è a una sola navata, terminante in una piccola abside e coperta da un tetto a doppio spiovente, mascherato da volte settecentesche.

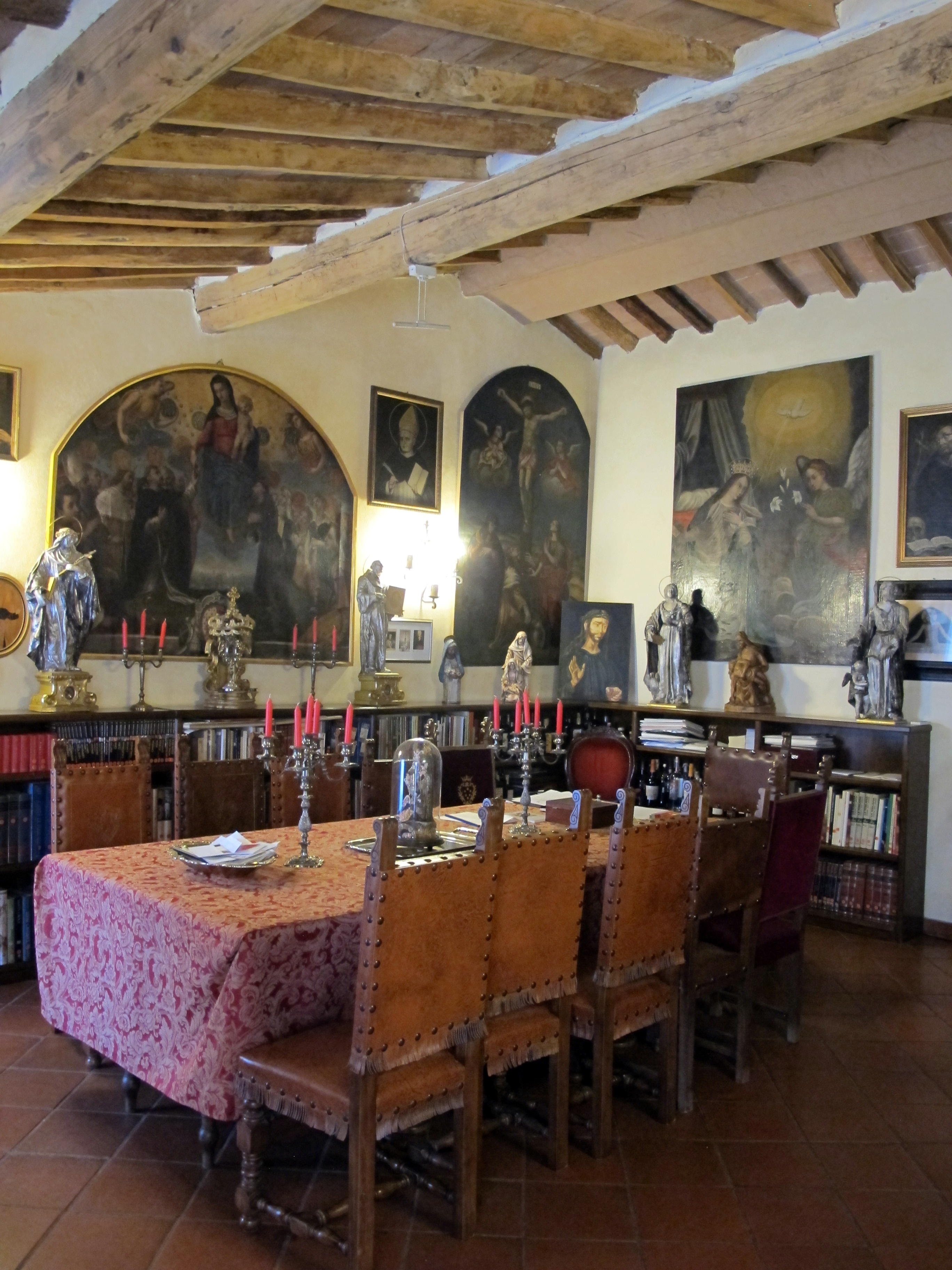
Interno